# Вятське (Совєтський район)
Вя́тське (рос. Вятское, марій. Вечын) — село у складі Совєтського району Марій Ел, Росія. Адміністративний центр Вятського сільського поселення.

## Населення
Населення — 1777 осіб (2010; 1662 у 2002).
Національний склад (станом на 2002 рік):
- марі — 72 %
- росіяни — 26 %